# Viktor Vasnetsov
Viktor Mikhajlovitj Vasnetsov (russisk: Ви́ктор Миха́йлович Васнецо́в, tr. Víktor Mikhájlovitj Vasnetsóv; født 15. maj 1848 i Kirov, Det Russiske Kejserrige, død 23. juli 1926 i Moskva, Sovjetunionen) var en russisk maler.
Vasnetsov er først og fremmest kendt for sine monumentalmalerier, mest kendt er hans mere end 4.000 kvadratmeter store udsmykning af Volodymyrskatedralen i Kijev.

## Liv og karriere
Vasnetsov blev i 1848 født i en by uden for Vjatka (det nuværende Kirov). Hans fader Mikhail Vasiljevitj Vasnetsov var præst i byen, hans farfar ikonmaler. Ved ti års alder begyndte Vasnetsov at studere i Vjatka, i byen kom han i kontakt til en polsk maler, og måtte hjælpe ham i arbejdet med at tegne fresker i Aleksandr Nevskij-katedralen. Vasnetsov besluttede sig for at flytte til Sankt Petersborg for at studere kunst, og solgte to af sine malerier for at finansiere rejsen til den daværende russiske hovedstad.
I 1867 begyndte Vasnetsov at studere ved Det russiske kunstakademi i St. Petersborg. Han blev nær ven med studiekammeraten Ilja Repin. På dette tidspunkt skyede Vasnetsov ironisk nok alle historiske og mytologiske motiver som pesten, senere var det for lige netop disse typer motiv Viktor Vasnetsov skulle blive bemærket.
Han blev indbudt til Paris af Repin i 1876. Vasnetsov studerede klassisk og samtidig kunst, som akademisme og impressionisme. I denne periode blev han fascineret af sagnmotiver.
Vasnetsov kom i 1877 til Moskva, hvor han malede flere af sine bedst kendte værker, de fleste med motiver fra russiske sagaer og heltefortællinger.
1884-1889 udførte Vasnetsov storværkerne i Volodymyrskatedralen i Kijev, udsmykningerne er fresker i byzantinsk tradition.
I 1912 blev Vasnetsov adlet af zar Nikolaj II.
Han døde i Moskva i 1926.

## Billedgalleri
- Fra lejlighed til lejlighed russisk: С квартиры на квартиру, (1876). Tretjakovgalleriet.
- Det flyvende tæppe, (1880). Nisjnij Novgorod Kunstmuseum.
- Aljonusjka, (1881). Tretjakovgalleriet.
- Ridderen ved en korsvej, (1882). Det Russiske Museum.
- Ivan den Grusomme, (1897). Tretjakovgalleriet.
- De tre riddere, (1898). Tretjakovgalleriet.